# Doryopteris patula
Doryopteris patula är en kantbräkenväxtart som först beskrevs av Fée, och fick sitt nu gällande namn av Fée. Doryopteris patula ingår i släktet Doryopteris och familjen Pteridaceae. Inga underarter finns listade.